# Трапезник
Трапезник (грец. trapezi - «стіл») - чернець у монастирі, який спостерігає за трапезою. Трапезником також називають нижчого служителя при церкві, посідаючого посади дзвонаря і сторожа.
Обов'язки трапезників полягають у нагляді за приготуванням їжі й у спостереженні за порядком під час трапези. Трапезник (або, з благословення настоятеля, - кухар) щодня з вечора (або одного разу на весь тиждень) просить благословення у Настоятеля, яку і в якій кількості готувати їжу.
Вранці трапезник повинен прийти до церкви для отримання від служащого ієромонаха вогню з палаючого перед святинею невгасимого світильника, яким належить розводити вогонь на кухні, прочитавши молитву «Отче наш».
Під час трапези трапезник стежить, щоб їжа ділилася порівну і подавалася з молитвою Ісусовою, на яку братія відповідає "Амінь".
Після закінчення загальної братської трапези, в другу чергу, їдять трапезник, келар, чтець і ті з братії, які, перебуваючи у невідкладних послухах, не потрапили в першу чергу.
Після другої черги трапезник нікому їжу не відпускає, ні в трапезній, ні в келію, хіба тільки за  особливою вказівкою Благочинного або економа, якому трапезник безпосередньо підпорядковується. Трапезник спостерігає за тим, щоб як у трапезній, так і на кухні, завжди дотримувалася зразкова чистота, охайність обстановки, одягу прислужників, посуду, а також стежить за провітрюванням приміщень трапези і кухні.